# ریموند کورسون
ریموند کورسون یا دیل آر کورسون (انگلیسی: Dale R. Corson؛ ۵ آوریل ۱۹۱۴ – ۳۱ مارس ۲۰۱۲) از اعضای فرهنگستان ملی مهندسی ایالات متحده آمریکا بود. او در سال ۱۹۴۰ میلادی به همراه امیلیو گینو سگر و کنت روس مکنزی توانست عنصر شیمیایی آستاتین را در دانشگاه کالیفرنیا، برکلی سنتز نماید.